# Обуховская улица (Киев)
Обу́ховская у́лица (укр. Обу́хівська ву́лиця) — улица в Святошинском районе города Киева, местность Беличи. Пролегает от Чернобыльской улицы до конца застройки (лес).
К улице примыкают улицы Академика Ефремова, Прорезная, Осенний переулок, улицы Павленко, Анны Ярославны, Владимира Шульгина и Владимира Наумовича.

## История
Возникла в 1-й половине XX века под названием 2-я Сырецкая. Современное название с 1955 года. До конца 1980-х годов была длиннее на треть, начинаясь от проспекта Академика Палладина. К современным границам приведена в связи со сносом одноэтажной частной застройки и строительством жилого массива Беличи.

## Учреждения
- 135 — Институт рыбного хозяйства НААН Украины[1].